# Леоне (монета)
Леоне (итал. Leone) — крупная серебряная монета талерового типа Венецианской республики. Представлял собой торговую монету, которую чеканили для использования не в метрополии, а при торговых операциях в Леванте (название области восточного Средиземноморья). Вес венецианского леоне составлял 27,12 г при содержании 20,041 г чистого серебра. Монета соответствовала 10 лирам.
На аверсе монеты находилось изображение апостола Марка, который передаёт коленопреклонённому дожу крест, на реверсе — льва святого Марка в прыжке.
Также леоне называли в итальянских государствах львиные талеры (нем. Löwentaler).